# Paisagem com a Fuga para o Egito (Bruegel)
Paisagem com a Fuga para o Egito é uma pintura a óleo sobre tábua de madeira de 1563 de Pieter Bruegel, o Velho, mostrando o episódio bíblico da [[Fuga para o Egito;; da Virgem Maria e São José com o Menino Jesus. Mede 37,1 por 55,6 centímetros (14,6 em × 21,9 pol) e está exposta na Courtauld Gallery, em Londres.

## Temática
Fuga para o Egito retrata a viagem bíblica do recém-nascido Jesus Cristo, juntamente com a Virgem Maria, sua mãe, e São José, conforme descrito no Evangelho de Mateus (Mateus 2:13–23). O Evangelho descreve a fuga da Sagrada Família como resultado de uma visão de um anjo, que disse a José para trazê-los para o Egito, já que o Rei Herodes, o Grande viria para matar o menino Jesus (Mateus 2:13}). Segundo os relatos bíblicos, o Rei Herodes mandou matar as crianças que teriam aproximadamente a idade do Menino Jesus em um episódio conhecido como Massacre dos Inocentes. O  evangelista Mateus afirma que a Sagrada Família permaneceu no Egito até a morte do Rei Herodes quando então voltaram para a Galileia e se estabeleceram em Nazaré.

## Descrição
A obra é uma paisagem naturalista do mundo, seguindo as convenções estabelecidas por Joachim Patinir. O tema ostensivo, a Sagrada Família, são pequenas figuras em uma paisagem panorâmica imaginária vista de um ponto de vista elevado, com montanhas e planícies, água e edifícios. O assunto era popular há muito tempo na arte holandesa, e cada vez mais desde Patinir.